# Susanne Langer
 (mars 2014).
Si vous disposez d'ouvrages ou d'articles de référence ou si vous connaissez des sites web de qualité traitant du thème abordé ici, merci de compléter l'article en donnant les références utiles à sa vérifiabilité et en les liant à la section « Notes et références ».
Susanne Katherina Langer, (née Susanne Katherina Knauth) le 20 décembre 1895 à New York et morte le 17 juillet 1985 à Old Lyme est une philosophe, écrivaine et éducatrice américaine très connue pour ses théories de l’influence de l’art sur l’esprit. Susanne Langer est une des premières femmes à poursuivre une carrière universitaire dans le domaine de la philosophie et la première femme à être reconnue en tant que philosophe américaine par le public. Elle est principalement connue pour son ouvrage Philosophy in a New Key, publié en 1942. Elle a été reconnue comme membre de l’Académie américaine des arts et des sciences  en 1960.

## Biographie
Née Susanne Katherina Knauth, elle fut élevée dans l’ouest de Manhattan à New York. Elle était la fille de l’avocat Antonio Knauth et de Else Uhlich, tous deux immigrés allemands. Bien qu’elle fût née sur le sol américain, la langue maternelle de Susanne était l’allemand, qu’elle parlait chez elle. Elle gardera son accent jusqu'à la fin de ses jours.
Elle a été exposée minutieusement à la créativité et à l'art, plus particulièrement à travers la musique. On lui a appris à jouer du violoncelle et du piano, et elle a continué à jouer du violoncelle toute sa vie .
Petite, Susanne Langer aimait réciter les œuvres de grands poètes ainsi que des comptines traditionnelles pour enfants. Cela a suscité son amour pour la lecture et l'écriture, et elle écrivait souvent ses propres poèmes et histoires pour divertir ses frères et sœurs plus jeunes qu’elle. Son amour pour la nature a débuté lors des étés passés avec sa famille dans leur chalet au bord du lac George.
Elle a épousé William Leonard Langer, un autre étudiant à Harvard en 1921, et la même année, ils ont poursuivi leurs études à Vienne, en Autriche. Ils ont eu deux fils et sont retournés à Cambridge, dans le Massachusetts pour finalement divorcer en 1942. Elle est décédée le 17 juillet 1985 à Old Lyme, dans le Connecticut après avoir achevé le troisième volume de son plus grand essai Mind an essay on human feeling.

## Éducation
Au début de ses études, elle fréquentait la Veltin School, une école privée à Manhattan, qui était uniquement réservée aux filles. On apprenait aux élèves le Français, l’art, la physique, l’astronomie et la philosophie, mais elle avait également des cours particuliers à la maison. En 1916, Susanne s'inscrit au Radcliffe College. Elle obtient son baccalauréat en 1920 et poursuit ses études supérieures en philosophie à Harvard, où elle obtient son diplôme de maîtrise en 1924 et son doctorat en 1926. Elle a été professeur de philosophie à Radcliffe de 1927 à 1942. De plus, elle a enseigné la philosophie pendant un an à l'Université du Delaware et pendant cinq ans à l'Université de Columbia de 1945 à 1950. De 1954 à 1962, elle enseigna au Connecticut College. Elle a également enseigné la philosophie à l'Université du Michigan, à l'Université de New York, à la Northwestern University, à l'Ohio University, au Smith College,au Vassar College, à l'Université de Washington et au Wellesley College.

## Influences
Le travail de Langer fut grandement influencé par les philosophes Ernst Cassirer et Alfred North Whitehead. Whitehead, d’origine anglaise, était professeur de mathématiques et de philosophie et fut l’un des professeurs de Langer à Radcliffe. C’est lui qui l’initia à l’histoire de la pensée humaine, aux origines du monde moderne et à la philosophie contemporaine. Il l’aida à modeler sa perspective sur ces différents sujets qu’elle présenta dans son premier texte, The Practice of Philosophy. Tout au long de sa carrière, Whitehead continua d’influencer son interprétation du monde complexe de la pensée humaine ce qui la mena à poursuivre un parcours philosophique.
Elle partageait la conviction de Whitehead qui était d’aller au-delà des limites de la recherche scientifique. Il croyait qu’avec la pensée et les idées nouvellement découvertes qui avaient initié l’ère moderne de la science et de la philosophie, se présenterait l’opportunité d’une renaissance de la créativité philosophique. Elle a alors dédié Philosophy in a New Key à "Alfred North Whitehead, mon grand ami et professeur."
La figure qui a tout particulièrement influencé Suzanne Langer dans ses travaux est le philosophe allemand Ernst Cassirer, un néo-kantianiste qui a étudié le champ des théories de la symbolisation. Il a beaucoup influencé les idées de Langer dans Philosophy in a New Key, où elle a déclaré que la création de symboles est l'activité essentielle de l'art, du mythe, du rite, des sciences, des mathématiques et de la philosophie. Elle a déclaré : "C’est un fait singulier que chaque avancée majeure dans la pensée, chaque idée nouvelle qui fait l’époque, jaillit d’un nouveau type de transformation symbolique". Elle s'est inspirée de l'opinion de Cassirer pour affirmer que la théorie de l'art devait être indépendante d'une théorie de l'esprit.

## Apport à la philosophie
La philosophie de Langer s'est surtout porté sur l'exploration de l'esprit et de sa capacité à donner du sens à tout, et à percevoir plusieurs choses en une seule. Une de ses premières œuvres majeures Philosophy in a new Key développa l'idée, devenue de nos jours commune, selon laquelle nous aurions un besoin humain de mettre du sens dans tout ce qui nous entoure. Débutant par une critique du positivisme, l'ouvrage est considéré comme l'étude de la pensée humaine, recouvrant la théorie sémantique en passant par la philosophie de la musique, pour mieux esquisser une théorie de l'ensemble des domaines artistiques. Selon Langer, l'esprit humain "poursuit sans cesse un processus de transformation des données qui nous parviennent en symboles" faisant de ce dernier "une source intarissable d'idées plus ou moins spontanées". La distinction faite par Langer entre le discursif et la présentation de symboles et l'une des plus connues. Ce qu'elle nomme la symbolisation discursive donne un nouveau sens à des éléments, (pas seulement des mots), qui à l'origine avait un sens stable et invariant. L'autre symbolisation opère de manière indépendante sur des éléments à l'origine fixes eux aussi. Cette seconde forme de symbolisation ne peut pas être comprise en tant que processus qui donnerait progressivement un nouveau sens à l'élément de manière isolée, indépendamment du contexte dans lequel il se trouve. Par exemple, un élément utilisé dans un tableau qui aurait un certain sens peut en avoir un tout à fait différent dans une autre peinture. De même, une note de musique dans une composition n'a pas de sens fixe. Langer pensait que le symbolisme était la clé de voûte de la philosophie, car il soulignait l'ensemble du savoir humain ainsi que sa capacité de compréhension. Tout comme Ernst Cassirer elle pensait que ce qui distingue l'homme de l'animal est justement cette capacité à forger et à user de symboles. Alors que l'ensemble de l'existence d'un animal est dominée par le ressenti, les sentiments humains au contraire sont entachés de conceptions, symboles et mots. Les animaux répondent simplement aux stimulus mais la réponse à un stimulus formulée par un être humain est, pour sa part, bien plus complexe. Cette manière de penser est aussi couplée avec la communication symbolique qui étudie les sociétés animales afin de mieux comprendre comment la communication symbolique est à même d'affecter le comportement de membres d'un groupe humain.

« La faculté de percevoir et comprendre des symboles, c'est-à-dire le fait de considérer le sens donné de chaque chose comme impertinent en dehors d'un certain contexte, est la plus grande caractéristique mentale de l'Homme. Cela implique que nous disposons d'une faculté d'abstraction, inconsciente et spontanée, qui se poursuit sans cesse au sein de l'esprit humain: une capacité à reconnaître un concept dans chaque situation que nous expérimentons, et à arranger ce concept pour qu'il soit pertinent dans le cas présent. Voilà la réelle signification du concept d'Aristote qui considère l'Homme comme un « animal rationnel » »

— Susanne Langer, Philosophy in a new key, p.58
Vers la fin de sa vie, Langer se mit à penser que l'action décisive de l'ensemble de son travail était de fonder une science et une psychologie fondée sur la vie de l'esprit. Son dernier ouvrage: Mind: An Essay on Human Feeling représente l'apogée de cette tentative, il repose sur trois volumes d'enquêtes et de sondages concernant un ensemble complet de caractéristiques humaines, et sur des textes scientifiques.

## Perception des sentiments
Son désir d’étudier le sujet de « l’esprit et ses relations avec l’art » était ancré dans sa théorie selon laquelle les œuvres d’art sont des représentations du sentiment et de l’expression humaine.
Cela poussa Susanne Langer à développer une théorie biologique du sentiment qui explique que le « sentiment » est un concept fondamentalement biologique qui peut être mis en relation avec la génétique évolutive. Dans son essai, Mind, Susanne va encore plus loin et cherche à connecter le début de l’évolution humaine à la manière dont l’on perçoit l’esprit de nos jours. Elle explique que les premiers organismes ont subi un affinage par la sélection naturelle, lors duquel certains comportements et certaines fonctions furent façonnés de façon qu’ils survivent. D’après elle, les organes du corps humain fonctionnent selon un rythme particulier, et ces rythmes doivent coopérer les uns avec les autres afin de maintenir l’organisme en vie. Elle explique alors que ce développement était le début d’une structure pour le système nerveux central qu’elle considère être le cœur des interactions cognitives chez les êtres humains.

## Rhétorique
Son travail portant sur le symbolisme et le sens la conduisit à être associée avec la rhétorique contemporaine, bien que son influence dans ce domaine soit contestée. Langer considère l’utilisation de symboles comme étant “l’unité épistémique de la communauté”, suggérant que tout le savoir d’une communauté est obtenu et bâtit à partir du partage de systèmes de symboles présent dans une culture donnée. Sa vision de la langue et du dialogue peut laisser supposer que la langue ne permet pas simplement de communiquer, mais elle permet aussi la production de symboles grâce auxquels l’être humain créé sa propre réalité. Cette perspective provient de l'affirmation de Langer selon laquelle "le langage est intrinsèque à la pensée, à l'imagination, même à nos façons de percevoir".
D’après Arabella Lyon, professeur à l’université d’État de New York, Susanne Langer considère que le sens émerge de la relation entre une communauté, son discours, et l’individu. Arabella Lyon suggère que le travail de Langer pourrait être vu comme une contradiction des théories comparatives traditionnelles d’Aristote, puisque pour elle le discours se forme grâce au partage d’expériences sensorielles entre orateur et auditeur, plutôt que par la logique comme le défend le philosophe lui-même.  Sa vision épistémique sur le symbolisme et le langage, qui examine en outre la motivation du locuteur, les aspects influents du langage qui affectent les personnes et la relation entre le locuteur et la communauté, est souvent reflétée dans les aspects des études rhétoriques modernes.

## Héritage
Suzanne Langer n’est pas une philosophe connue de tous mais ses travaux ont beaucoup influencé à son époque et continuent d’influencer de nos jours. Étant l'une des premières femmes philosophes, son travail a été une source d'inspiration pour de nombreuses femmes dans la poursuite de l'avenir de la philosophie et d'autres domaines connexes. Son côté créatif sur les liens de l'art et de l'esthétique avec l'esprit humain a été révolutionnaire pour son époque et a suscité un grand intérêt au sujet de la complexité de la conscience humaine. Bien que son travail ne soit pas souvent cité par les philosophes d'aujourd'hui, ses théories sur l'activité symbolique de la présentation font partie de "l'inconscient collectif" où la philosophie et la psychologie rencontrent l'anthropologie.

## Hommages
Susanne Langer est mentionnée sous le nom de Suzanne Langer sur le socle de l'installation de l'artiste féministe Judy Chicago The Dinner Party.

## Publications

### Ouvrages
- (en) The Cruise of the Little Dipper, and Other Fairy Tales (1924 illustré par Helen Sewall)
- (en) The Practice of Philosophy (1930, avant-propos par Alfred North Whitehead)
- (en) An Introduction to Symbolic Logic (1937),  (ISBN 978-0-486-60164-9)
- (en) Philosophy in a New Key : A Study in the Symbolism of Reason, Rite, and Art, 1942 (ISBN 9780674665033, lire en ligne)
- (en) Language and Myth (1946), translator, from Sprache und Mythos (1925) by Ernst Cassirer,  (ISBN 978-0-486-20051-4)
- (en) Feeling and Form: A Theory of Art (1953)
- (en) Problems of Art: Ten Philosophical Lectures, 1957
- (en)Reflections on Art (1961) (editor)
- (en) Philosophical Sketches (1962),  (ISBN 978-1-4351-0763-2)
- (en) Mind: An Essay on Human Feeling, three volumes (1967, 1972, and 1982)

### Articles
- (en) « Confusion of Symbols and Confusion of Logical Types »  (Oxford University Press), Mind, vol. 35 (new series), no 138,‎ avril 1926 (JSTOR 2249354).
- (en) « Form and Content: A Study in Paradox », Journal of Philosophy, vol. 23,‎ 5 août 1926, p. 435–438 (DOI 10.2307/2014823, JSTOR 2014823).
- (en) « A Logical Study of Verbs », Journal of Philosophy, vol. 4,‎ 3 mars 1927, p. 120–129 (DOI 10.2307/2015082, JSTOR 2015082).
- (en) « The Treadmill of Systematic Doubt », Journal of Philosophy, vol. 26,‎ 4 juillet 1929, p. 379–384 (DOI 10.2307/2014323, JSTOR 2014323).
- (en) « Facts: The Logical Perspectives of the World », Journal of Philosophy, vol. 30, no 7,‎ 30 mars 1933, p. 178–187 (DOI 10.2307/2015751, JSTOR 2015751).
- (en) « On a Fallacy in "Scientific Fatalism" »  (publié par The University of Chicago Press), International Journal of Ethics, vol. 46, no 4,‎ juillet 1936, p. 473-483 (JSTOR 2989285).
- (en) The Lord of Creation, Fortune, 29, January 1944, pp. 127–154
- (en) Why Philosophy? , Saturday Evening Post, 234, 13 May 1961, pp. 34–35, 54, 56
- (en) Henry M. Sheffer, Philosophy and Phenomenological Research, 25, 1964, pp. 305–307